# Euphorbia cattimandoo
Euphorbia cattimandoo  es una especie fanerógama perteneciente a la familia Euphorbiaceae. Es endémica de India.

## Descripción
Es una planta suculenta con espinos. 

## Taxonomía
Euphorbia cattimandoo fue descrita por Elliot ex Wight y publicado en Icones Plantarum Indiae Orientalis 6: t. 1993. 1853.
Etimología
Euphorbia: nombre genérico que deriva del médico griego del rey Juba II de Mauritania (52 a 50 a. C. - 23), Euphorbus, en su honor – o en alusión a su gran vientre –  ya que usaba médicamente Euphorbia resinifera. En 1753 Carlos Linneo asignó el nombre a todo el género.
cattimandoo: epíteto